# マッシモ・ボニーニ
マッシモ・ボニーニ（Massimo Bonini, 1959年10月13日 - ）は、サンマリノ出身の元サッカー選手。元サンマリノ代表である。ポジションはミッドフィールダー。

## 経歴
1980-81シーズン、ACチェゼーナのセリエA昇格に貢献し、1981-82シーズンにユヴェントスに移籍。9月13日に古巣チェゼーナとの対戦で途中出場し、セリエAの舞台にデビューした。初年度は、リーグ優勝を経験したが、ローテーションでプレーすることが多かった。2シーズン目には、ジュゼッペ・フリーノからポジションを奪ってスターターに定着、ブラヴォー賞も受賞した。ユヴェントスでは、公式戦294試合に出場して6得点を決めた。3回のスクデット、1回のコッパ・イタリア獲得、1983-84シーズンのUEFAカップウィナーズカップ、1984-85シーズンのUEFAチャンピオンズカップ、1984年のUEFAスーパーカップ、1985年のインターコンチネンタルカップ獲得などに貢献した。
ユヴェントス退団後、引退までの4シーズンはボローニャでプレーした。
1990年まで、サンマリノサッカー協会はUEFAに公式には認知されていなかった。サンマリノ人選手はイタリア人選手とみなされていたのである。この理由でボニーニはイタリアサッカー連盟からプレーする権利を与えられ、実際にイタリアU-21代表でプレーした。そして何度かフル代表からの誘いを受けたものの、サンマリノ市民権を放棄することを拒み続け、1990年にサンマリノ代表が発足するまで待った。1995年までに、19試合に出場した。引退後の1996年から1998年までサンマリノ代表監督を務めた。

## 人物
- 運動量が多く、献身的なプレーでボールを回収、ミシェル・プラティニやズビグニェフ・ボニエクらを助けるなど、チームに欠かせない選手であった[1][2]。派手なパッサーではなく、鋭いショートパスを好んで供給していた[2]。
- ユヴェントス時代、プラティニからも信頼されており、プラティニがアニエリ会長から、煙草を吸うことに対しての懸念を示された際、「重要なことは、ボニーニが煙草を吸わないことだ。何故なら、彼は私の為に走るからだ。」と返したエピソードが知られている[2]。

## 所属クラブ
- 1977-1978  ACベッラーリア・イジェーア・マリーナ（イタリア語版）
- 1978-1979  ACフォルリ
- 1979-1981  ACチェゼーナ
- 1981-1988  ユヴェントスFC
- 1988-1992  ボローニャFC

## タイトル

### クラブ
ユヴェントス
- セリエA 1982, 1984, 1986
- コッパ・イタリア 1983
- UEFAチャンピオンズカップ 1985
- UEFAカップウィナーズカップ 1984
- UEFAスーパーカップ 1984
- インターコンチネンタルカップ 1985

### 個人
- UEFAジュビリーアウォーズ 2004